# Cimetière Bogoslovskoïe
Le cimetière Bogoslovskoïe (en russe : Богословское кладбище) est un cimetière de Saint-Pétersbourg situé dans le quartier de Kalinine, dans la partie nord de la ville.

## Historique
Le cimetière tient son nom de l'église Saint-Jean-Chrysostome (Ioann Bogoslov en russe), disparue au XIXe siècle, qui était entourée d'un petit cimetière depuis le XVIIIe siècle et qui se trouvait à plus de deux kilomètres au sud de l'actuel cimetière. Celui-ci a été fondé en 1841. Une chapelle de pierre a été construite en 1853-1854, remplacée en 1915 par une église construite par l'architecte Viktor Bobrov et consacrée à saint Jean-Chrysostome ou saint Jean-Bouche-d'Or. L'église est pillée et démolie en 1938, ainsi qu'une partie du cimetière, sous le prétexte qu'elles se trouvaient près d'une zone militaire. Une nouvelle petite église de bois et construite en 2000 et dédiée à saint Jean l'Évangéliste.
Pendant les terribles années du blocus de Leningrad, le cimetière fut le lieu d'inhumations de masse le plus important des habitants de la ville morts de froid ou de faim.
Il est connu pour accueillir les dépouilles des personnalités du monde de l'art, de la science, des lettres, etc., ainsi que de l'armée.

## Personnalités

### Militaires
- Vassili Chorine (1870-1938), commandant de l'Armée rouge
- Filipp Danilovitch Gorelenko (1888-1956), lieutenant-général, héros de l'Union soviétique
- Anatoli Gourevitch (1913-2009), espion soviétique sous le nom de Kent
- Nikolaï Lounine (1907-1970), capitaine du sous-marin K-21 pendant la Grande Guerre patriotique
- Alexandre Marinesko (1913-1963), sous-marinier, héros de l'Union soviétique
- Nikolaï Simoniak (1901-1956), lieutenant-général, héros de l'Union soviétique

### Scientifiques
- Alexandre Alexandrov (1912-1999), mathématicien, académicien
- Nikolaï Anitchkov (1885-1964), médecin, académicien
- Mikhaïl Bontch-Brouïevitch (1888-1940), pionnier de la radio-télécommunication
- Ivan Borodine (1847-1930), botaniste, académicien
- Boris Ievseïevitch Bykhovski (1908-1974), parasitologiste
- Nikolaï Korotkov (1874-1920), pionnier de la chirurgie vasculaire
- Iossif Orbeli (1887-1961), physiologiste, académicien
- Viktor Perchine (1902-1968), kontr-admiral, créateur du premier sous-marin nucléaire soviétique

### Monde de la culture

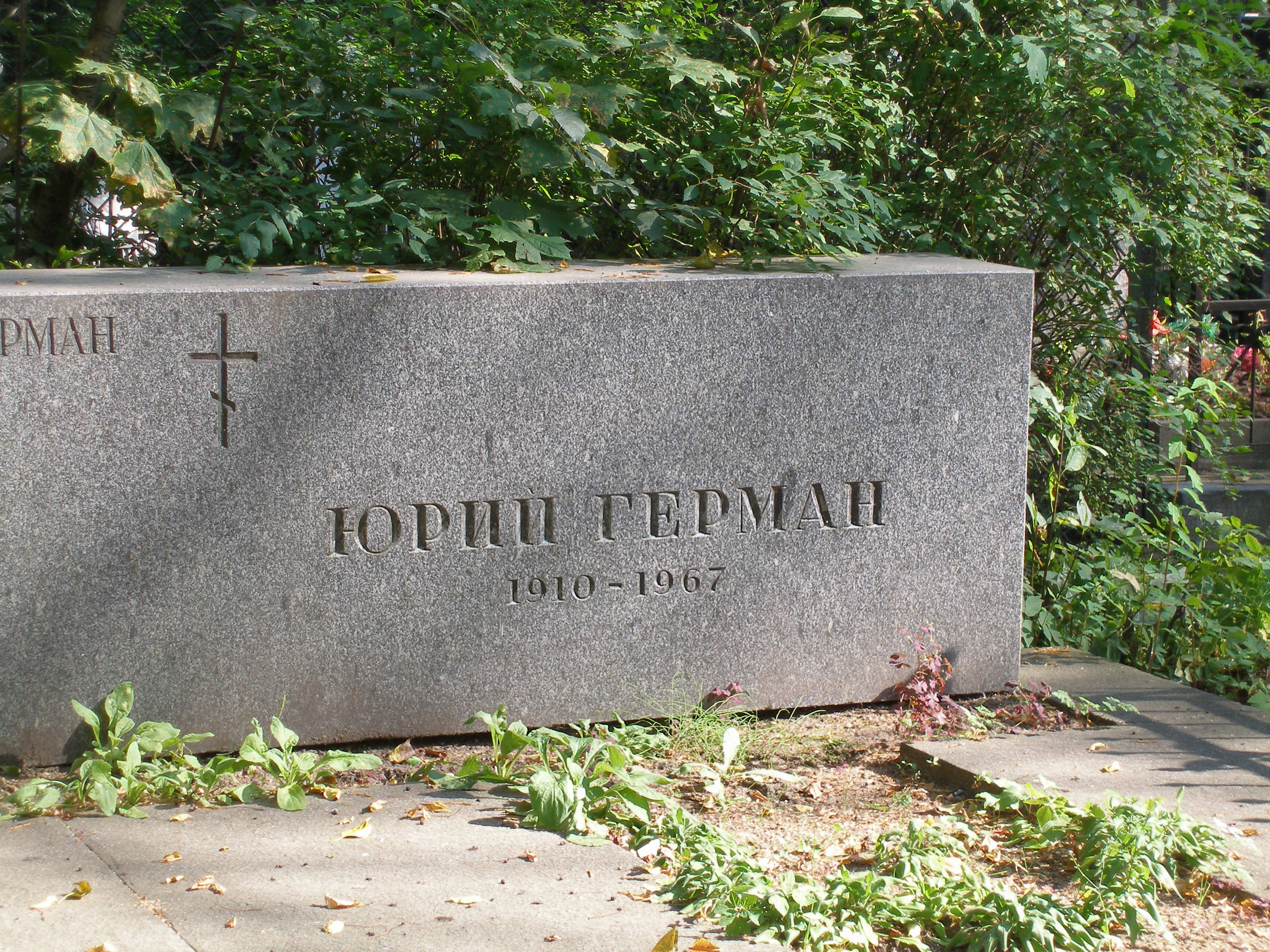
Tombe de l'écrivain Iouri Guerman.

- Vitaly Bianchi (1894-1959), écrivain
- Friedrich Ermler (1898-1967), réalisateur
- Vladimir Gardine (1877-1965), acteur
- Elena Granovskaïa (1877-1968), actrice
- Edouard Grikourov (1907-1982), chef d'orchestre
- Iouri Guerman (ou Hermann) (1910-1967), écrivain
- Vladimir Ingal (1901-1966), sculpteur
- Leonid Jacobson (1904-1975), danseur, maître de ballet
- Vladimir Konachevitch (1888-1963), illustrateur
- Kirill Lavrov (1925-2007), acteur
- Vladimir Loukonine (1932-1984), historien de l'art et iranologue
- Anatoli Marienhof (1897-1962), homme de lettres, poète
- Ievgueni Mravinski (1903-1988), chef d'orchestre
- Alexandre Prokofiev (1900-1971), poète
- Natalia Rachevskaïa (1893-1962), actrice de théâtre et cinéaste
- Zoïa Rojdestvenskaïa (1906-1953), chanteuse
- Lev Ouspenski (1900-1978), écrivain
- Evgueni Schwarz (1896-1958), dramaturge
- Viktor Tsoï (1962-1990), chanteur de rock

### Sportifs
- Ievgueni Belocheïkine (1966-1999), champion de hockey sur glace
- Dimitri Nielioubine (1971-2005), coureur cycliste